# Pierre de La Condamine
Pour les articles homonymes, voir Condamine.
 (juillet 2018).
Pierre de La Condamine, né le 13 novembre 1911 à Pornichet (Loire-Inférieure) et mort le 18 septembre 2007 à Redon (Ille-et-Vilaine), est un homme de lettres et historien français du pays de Guérande et de la Bretagne.

## Biographie
Pierre Charles Marie Henri de La Condamine est le fils de Charles de La Condamine, ingénieur des Mines, et d'Hélène de La Perrière.
Ayant subi l'influence décisive de son pays natal dès son enfance, Pierre de La Condamine écrit d'abord des poèmes dans ses années de jeunesse. Sa plume trouve sa consécration avec Prestiges du Pays de Guérande (1967) qui inaugure une série d'ouvrages à caractère historique relatant quelques grands épisodes de l'histoire de la Bretagne.Il fut président de la Société des Amis de Guérande entre 1980 et 1992. Membre de l'Académie de Bretagne et des Pays de la Loire depuis 1955, et correspondant de l'Académie des sciences morales et politiques depuis 1989.

## Publications
- Chants de la brume et du soleil (Corymbe, 1938; Les Paludiers, 1953)
- Presqu'île guérandaise (Horizons de France, 1952)
- Rendez-vous avec les saisons (Émile Paul, 1965)
- Salm en Vosges, une principauté de conte de fées (Émile Paul, 1965) - Prix Erckmann-Chatrian 1965 (nouvelle édition augmentée, Éditions du Palais Royal, Paris, 1974)
- Prestiges du pays de Guérande (France-Empire, 1967)
- Pontcallec, une conspiration en Bretagne sous la régence (Le Bateau qui vire, 1973)
- Un jour d'été à Saint-Cast (1978)
- France-Angleterre, le grand corps à corps maritime (France-Empire, 1987), Prix Yvan-Loiseau de l'Académie française
- Voyageurs pour Guérande à l'heure du romantisme, Le Bateau qui vire, 1984